# Малишев Юрій Васильович
Ма́лишев Ю́рій Васи́льович (нар. 27 серпня 1941 — пом. 8 листопада 1999) — льотчик-космонавт СРСР (1980), полковник, двічі Герой Радянського Союзу (1980, 1984).

## Біографія
Народився 27 серпня 1941 року в селищі Ніколаєвське (тепер місто Ніколаєвськ) Волгоградської області в робочій родині. Росіянин.
У 1959 році закінчив 10 класів середньої школи № 24 міста Таганрог Ростовської області. У 1960 році закінчив один курс Качинського вищого військового авіаційного училища льотчиків. У 1963 році закінчив Харківське вище військове авіаційне училище льотчиків імені С. І. Грицевця. У 1977 році заочно закінчив командний факультет Військово-повітряної академії імені Ю. О. Гагаріна.
7 травня 1967 року зарахований до загону Центру підготовки космонавтів імені Ю. О. Гагаріна (ЦПК) як слухач-космонавт. До липня 1969 року проходив загальнокосмічну підготовку. 18 серпня 1969 року зарахований космонавтом 3-го відділу 1-го управління 1-го НДІ ЦПК.
У 1969—1973 роках проходив підготовку в групі по програмі «Спіраль». У 1972—1973 роках проходив підготовку в НДІ ВПС СРСР з метою отримання кваліфікації льотчика-випробувача. З січня 1974 по січень 1976 років проходив підготовку до випробувального польоту як командир екіпажу. З січня по вересень 1976 року проходив підготовку як командир 2-го (дублюючого) екіпажу КК «Союз-22». З вересня 1976 по жовтень 1978 року проходив підготовку в складі групи космонавтів за програмою 7К-С та 7К-СТ («Союз-Т»). З жовтня 1978 по травень 1980 року проходив підготовку як командир основного екіпажу першого випробувального польоту на КК 7К-СТ («Союз-Т»).
З вересня 1984 року готувався в складі основної групи космонавтів по програмі довготривалих польотів на орбітальній станції «Мир», вивчав модуль «Квант» і транспортний корабель «Союз ТМ». З вересня 1985 по червень 1987 року проходив підготовку в складі групи за програмою космонавта-рятувальника. З червня 1987 по червень 1988 року проходив підготовку як командир 3-го (резервного) екіпажу КК «Союз ТМ-6» за програмою заключного етапу ЭО-3 та ЭО-4 на ОК «Мир».
20 липня 1988 року за станом здоров'я відрахований із загону космонавтів. З 20 липня 1988 року — начальник відділу ЦПК, з 11 жовтня 1988 року — заступник начальника управління ЦПК. 31 жовтня 1992 року звільнений у запас за віком.
Раптово помер 8 листопада 1999 року. Похований на цвинтарі села Леоніха Щолковського району Московської області.

## Космічні польоти
Перший космічний політ як командира екіпажу здійснив з 5 по 9 червня 1980 року на КК «Союз Т-2» і орбітальному комплексі «Салют-6» — «Союз-36» — «Союз Т-2» разом з бортінженером В. В. Аксьоновим по випробовуванню та відпрацюванню різних режимів управління та бортових систем транспортного корабля в пілотованому варіанті. Тривалість польоту склала 3 доби 22 години 19 хвилин 30 секунд.
Другий космічний політ Ю. В. Малишев здійснив з 3 по 11 квітня 1984 року на КК «Союз Т-11» і орбітальному комплексі «Салют-7»-«Союз Т-10» разом з бортінженером Г. М. Стрекаловим і космонавтом-дослідником Р. Шармою. Тривалість польоту склала 7 діб 21 година 40 хвилин 06 секунд.

## Нагороди і почесні звання
Указом Президії Верховної Ради СРСР від 16 червня 1980 року за мужність і героїзм, виявлені під час космічного польоту підполковнику Малишеву Юрію Васильовичу присвоєне звання Героя Радянського Союзу з врученням ордена Леніна і медалі «Золота Зірка» (№ 11442).
Указом Президії Верховної Ради СРСР від 11 квітня 1984 року за мужність і героїзм, виявленні при здійсненні космічного польоту полковник Малишев Юрій Васильович нагороджений орденом Леніна і другою медаллю «Золота Зірка» (№ 120/ІІ).
Нагороджений двома радянськими орденами Леніна (16.06.1980 и 11.04.1984), медалями, індійським орденом «Ашока Чакра» (1984).
Льотчик-космонавт СРСР (16.06.1980), космонавт 1-го класу (1984).